# Cogny (Cher)
Cogny település Franciaországban, Cher megyében. Lakosainak száma 32 fő (2022. január 1.). Cogny Bussy, Chalivoy-Milon, Dun-sur-Auron, Thaumiers és Verneuil községekkel határos.

## Népesség
A település népességének változása:
| Lakosok száma | 75   | 40   | 36   | 37   | 39   | 38   | 35   | 34   | 34   | 32   |
|               | 1968 | 1982 | 1990 | 2006 | 2013 | 2015 | 2017 | 2019 | 2020 | 2022 |